# Love letters (豊崎愛生のアルバム)
『Love letters』（ラヴ・レターズ）は、豊崎愛生の2枚目のオリジナルアルバム。2013年9月18日にMusicRay'nから発売された。

## 概要
豊崎のアルバムとしては前作『love your life,love my life』から約2年4か月ぶりのリリースとなる体温の高いアルバム。
タイトルは、2年前に発売された『love your life,love my life』および自身の名前に「愛」が含まれており、楽曲に関しても「愛を届ける」ことをテーマとしたものがいくつか収録されていて歌詞にも「届ける」などの他者へのメッセージを現すフレーズが散りばめられていることから、「Love letters」にしようと考えたという。
ちなみに曲順は就寝前と起床時にそれぞれ「letter writer」と「See You Tomorrow」を聴いてもらうことを意図して事前に決めたという。なお曲を選ぶ際はiPodで並べ替えながら行なったことを明かしている。
販売形態は初回限定盤（SMCL-310/1）と通常盤（SMCL-312）の2種リリースで、初回限定盤には「letter writer」のPVおよび同曲のメイキングを収録したDVDが同梱されている他、ストーリー漫画仕立てのブックレット「Love letter's book」が封入されている。内容は様々なことにチャレンジ、遭遇しながらポストを目指すというものである。当初は前作同様絵本を封入するつもりであったが、タイトルのイメージを反映させた現行の内容に落ち着いたという。ジャケットは手のひらの上に各楽曲のイメージを木の葉っぱに見立てた水彩画のような雰囲気に仕上がっているが、撮影時は背景が純白の布のみであったという。ちなみにこの時の豊崎は前回と違い大人っぽい雰囲気に仕上がっていたという。
1曲目「See You Tomorrow」は、豊崎曰く「朝感のあるスタートの曲」。12曲目「true blue」は、豊崎曰く「しっとりな曲」。
なお、収録されたシングルのうち、カップリング曲が本作に収録されていないのは、「music」の『anniversary』、「CHEEKY」の『FANTASY』の2曲。『FANTASY』は本来、本作への収録を意識して制作された曲であった。また、『CHEEKY』がアルバム用のミックス音源で収録されているが、アルバム用にシングル曲の別音源が収録されたのは、豊崎自身のアルバム他、スフィアおよびスフィアメンバーソロのアルバムでも初。
「letter writer」のPVは時計台の屋根の上で歌を歌うメルヘンチックな内容になっており、衣装はベージュ色の帽子に黄色いコートを着た旅人風のものと、深紅のワンピースの2パターンで撮影された。

## 収録内容
CD
1. See You Tomorrow [4:11][1]
  - 作詞・作曲・編曲：Rie fu
2. music [4:48][1]
  - 作詞：つじあやの、作曲：ミト、編曲：よだれ虫オールスターズのみなさん、ストリングスアレンジ：ぺさま
3. CHEEKY -clover mix- [5:28][1]
  - 作詞・作曲：安藤裕子、編曲：山本隆二
4. さすらいの迷える仔猫 [3:26][1]
  - 作詞・作曲・編曲：whoo
5. ただいま、おかえり [5:06][1]
  - 作詞：古屋真、作曲：藤谷一郎、編曲：渡辺剛
  - 『豊崎愛生のおかえりらじお』第3期エンディングテーマ
6. パタパ [5:10][1]
  - 作詞・作曲・編曲：田村歩美
7. LiLi A LiLi [3:55][1]
  - 作詞・作曲・編曲：CHARA
8. シロツメクサ [4:21][1]
  - 作詞：千葉はな、作曲：市川和則、編曲：塚本亮
9. フリップ フロップ [4:22][1]
  - 作詞・作曲・編曲：sasakure.UK
  - テレビ東京『絆体感TV 機動戦士ガンダム 第07板倉小隊』第4期エンディングテーマ
10. リンゴのせい [3:11][1]
  - 作詞：工藤順子、作曲・編曲：小西昭次郎
  - 『豊崎愛生のおかえりらじお』第2期エンディングテーマ
11. オリオンとスパンコール [4:10][1]
  - 作詞：古屋真、作曲：大沢圭一、編曲：関淳二郎・大沢圭一
12. true blue [4:02][1]
  - 作詞：原田郁子、作曲：永積崇、編曲：ミト
13. letter writer [5:15][1]
  - 作詞・作曲：田淵智也、編曲：関淳二郎
  - 『豊崎愛生のおかえりらじお』第4期エンディングテーマ

DVD（初回限定盤のみ）
1. letter writer（Music Clip）
2. Making of "Love letters"

## 参加ミュージシャン
See You Tomorrow
- 榊原大祐：Drums
- 南条レオ：Bass
- 馬場一嘉：Guitars
- Rie fu：Piano, Programming

music
- 伊藤大助：Drums
- ミト：Bass, Acoustic Guitar
- つじあやの：Ukulele
- コトリンゴ：Piano
- 後藤勇一郎カルテット：Strings
- ぺさま：Strings Arrange
- よしうらけんじ：Percussion

CHEEKY -clover mix-
- 伊藤大地：Drums
- tatsu：Bass
- 設楽博臣：Guitars
- 山本隆二：Piano, Organ, Programming

さすらいの迷える仔猫
- 外薗雄一：Drums
- 二家本亮介：Bass
- whoo：Guitar
- 渡辺剛：Piano

ただいま、おかえり
- 田中栄二：Drums
- 岡雄三：Bass
- 西海孝：Guitar

パタパ
- 能村亮平：Drums
- 安達貴史：Bass
- 生本直毅：Guitar
- 横山裕章：Piano, Organ
- 田村歩美 (たむらぱん)：Keyboards, Programming

LiLi A LiLi
- 成田真樹：Programming

シロツメクサ
- 外薗雄一：Drums
- 山田章典：Bass
- 市川和則：Acoustic Guitar
- 籠島裕昌：Piano
- 須磨和声：Violin
- 佐野岳彦：Harp
- 塚本亮：Keyboards, Programming

フリップ フロップ
- sasakure.UK：Programming
- 平井武士：幸せGuitar

リンゴのせい
- 小西昭次郎：Drums, Programming
- 岩崎なおみ：Bass
- 中森泰弘：Guitar

オリオンとスパンコール
- 杉野寿之：Drums
- 惠美直也：Bass
- 関淳二郎：Guitar

true blue 
- ミト：Acoustic Guitar, Electric Piano
- よしうらけんじ：Percussion
- 徳澤青弦：Cello

letter writer 
- 野崎真助：Drums
- 惠美直也：Bass
- 関淳二郎：Electric Guitar
- 石川鷹彦：Acoustic Guitar, Banjo
- 渡辺剛：Electric Piano